# Antónov An-124
L'Antónov An-124 Ruslan (ucraïnès i rus: Антонов Ан-124 «Руслан», designació OTAN: Condor) és un avió de reacció de càrrega dissenyat per l'empresa soviètica Antónov Design Bureau. És l'avió més gros del món fabricat en sèrie i el segon avió de càrrega operatiu més gran. Durant el desenvolupament es coneixia com a Izdeliye 400 i An-40 a l'oest. Va volar per primer cop el 1982, i va rebre el certificat civil el 30 de desembre de 1992. N'hi ha al voltant de quaranta actualment en servei, 26 dels quals en servei en aerolínies.
Externament, l'An-124 s'assembla a l'americà Lockheed C-5 Galaxy, però és més gran i en lloc de la cua en forma de T del Galaxy, l'An-124 té una cua convencional, similar a la del Boeing 747. S'han utilitzat An-124 per portar locomotores, iots, fuselatges d'avions i càrregues de grans dimensions. Es poden carregar fins a 150 tones de càrrega en un An-124 militar; també pot portar 88 passatgers en una coberta superior. El compartiment de càrrega d'un An-124 fa 36 m x 6,4 m x 4,4 m, lleugerament més gran que el compartiment de càrrega del C-5 Galaxy, que fa 36,91 m x 5,79 m x 4,09 m. Tanmateix, a causa de pressurització limitada al compartiment principal de càrrega, rarament transporta paracaigudistes.

## Especificacions

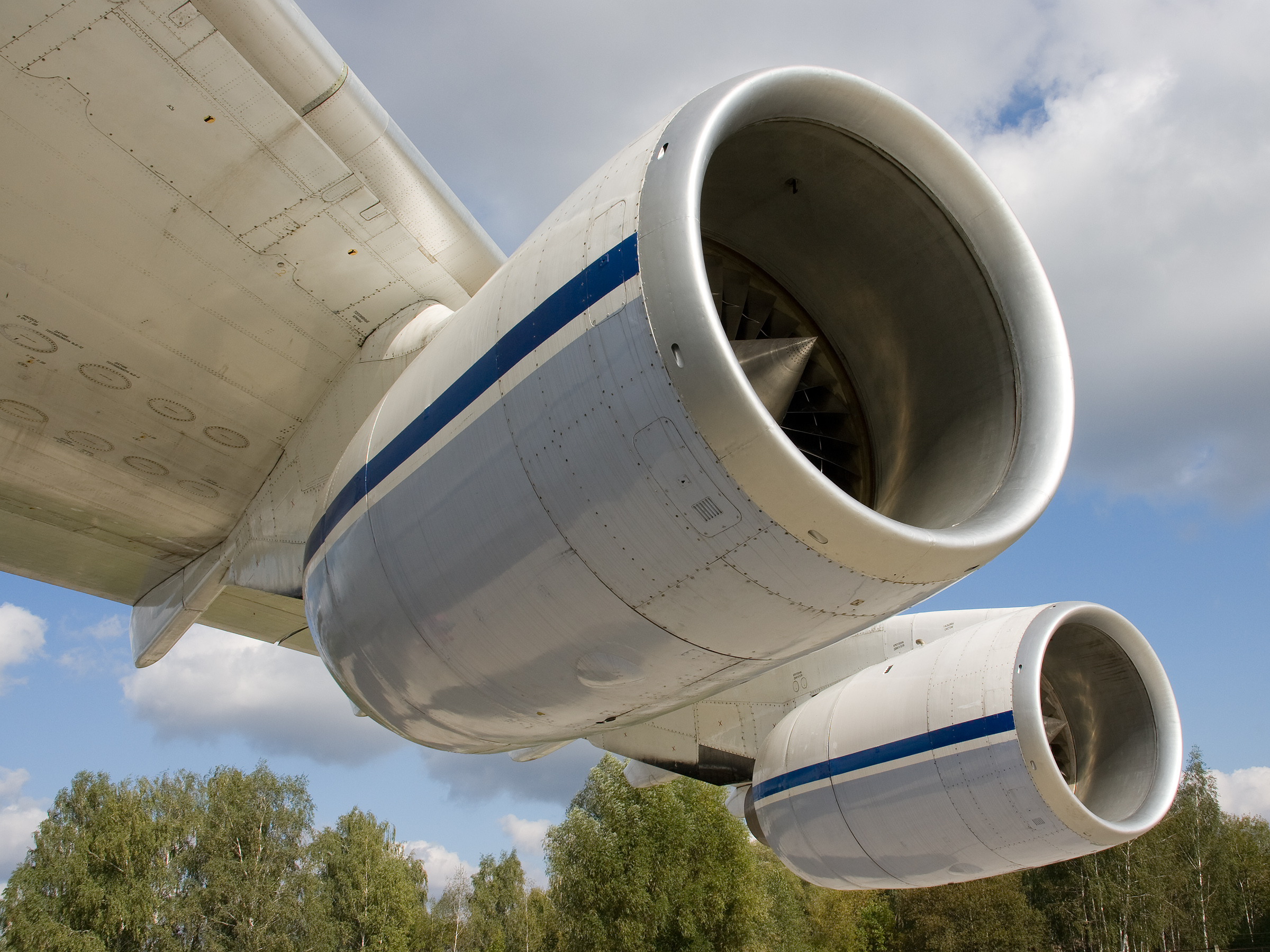
Dos motors Ivtxenko Progress D-18T.

Dades de antonov.com
Característiques generals
- Tripulació: 6
- Capacitat: 88 passatgers
- Càrrega útil: 150.000 kg
- Longitud: 68,96 m
- Envergadura: 73,3 m
- Alçada: 20,78 m
- Superfície de l'ala 628 m²
- Pes buit: 175.000 kg
- Pes carregat: 405.000 kg
- Càrrega útil: 230.000 kg
- Pes màxim d'enlairament: 405.000 kg
- Motor: 4× motors turboventilador Ivchenko Progress D-18T , 229,5 kN cada un

 Rendiment 
- Velocitat màxima: 865 km/h
- Velocitat de creuer: 800-850 km/h
- Abast: 5.400 km
- Sostre de servei: 12.000 m
- Càrrega alar: 365 kg/m²
- Impuls/pes: 0,23